# Ian Jackson
Ian W. Jackson és un desenvolupador de programari lliure i desenvolupador del Projecte Debian. Jackson va escriure Dpkg, SAUCE, userv i debbugs. Solia mantenir Linux FAQ, i manté el popular servidor chiark.greenend.org.uk, llar de PuTTY entre altres coses.
Jackson va obtenir un doctorat a la Universitat de Cambridge, treballava per nCipher Corporation i actualment treballa per Canonical Ltd.
Es va convertir en el líder del Projecte Debian al gener de 1998. Debian GNU/Linux 2.0 (hamm) va ser alliberada durant aquest temps. Actualment, forma part del comitè tècnic de Debian. Ian va ser vicepresident i president de Software in the Public Interest en 1998 i 1999, respectivament, i roman en la junta directiva.
Wichert Akkerman va prendre el seu lloc com a líder del Projecte Debian en 1999. Després Ian també li va traspassar el manteniment de dpkg.